# Фрідріх Вільгельм Гессенський
Принц Фрідріх Вільгельм Синізмунд Віктор Гессенський (нім. Friedrich Wilhelm Sigismund Viktor Prinz von Hessen; 23 листопада 1893, Франкфурт-на-Майні, Німецька імперія — 15 вересня 1916, Негру-Воде, Румунське королівство) — німецький офіцер, лейтенант Прусської армії.

## Біографія
Старший син принца Фрідріха Карла Гессенського і його дружини Маргарити, уродженої принцеси Прусської. По матері — племінник імператора Вільгельма II і правнук англійської королеви Вікторії.
В 1909/12 роках навчався в головному кадетському училищі в Берліні-Ліхтерфельді разом з молодшим братом Максиміліаном. Потім навчався в Ганноверському воєнному училищі, після завершення якого служив в Тюринзькому уланському полку №6. На початку Першої світової війни полк був перекинутий на Західний фронт. Принц був важко поранений під Лавалем: куля пошкодила руку і обидві легені. Після одужання він був призначений в штаб дивізії на Східному фронті. В 1915 році знову поранений, а в наступному році загинув у бою. Його молодший брат принц Вольфганг доставив труну додому. Фрідріх Вільгельм похований в замку Кронберг.